# 荷花 (電影)
《荷花》（英語：Little Lotus）是1963年上映的一部香港黑白愛情電影，由唐煌執導，丁晧、張揚、羅維、王萊、田青、吳家驤、李英及賀賓主演。本片榮獲第2屆金馬獎最佳黑白攝影獎。

## 劇情
清末明初，軍閥暴戾恣睢，草菅人命，青年木匠周彩根（張揚 飾）與天真無邪的鄉村姑娘金荷花（丁晧 飾）親同夫妻，只是訂婚之後礙於收入有限而無力正式成親。荷花小家碧玉，秀外惠中，軍閥之子沈紫貴（田青 飾）倚仗父勢對她強拉硬幹，幸得彩根解救；可惜在雙方打鬥之中，沈紫貴被人錯手擊斃。東窗事發，荷花受刑时被发现懷有身孕，沈督軍（李英 飾）以为腹中子乃流著沈家血脈，遂將其強娶為媳，荷花迫於無奈抱著沈紫貴靈牌完婚。待荷花誕下子嗣后，沈督軍竟欲逼死荷花。最終在彩根舅父（賀賓 飾）及督軍府女傭李嫂（王萊 飾）的幫助下，才使這對有情人終成眷屬。

## 角色
| 演員   | 角色     | 備註                 |
| 丁晧   | 金荷花   | 村女，豆腐店老闆之女 |
| 張揚   | 周彩根   | 木匠                 |
| 羅維   | 金三寶   | 荷花之父             |
| 王萊   | 李嫂     | 督軍府女傭           |
| 田青   | 沈紫貴   | 沈督軍之子           |
| 吳家驤 | 吳局長   | 公安局長             |
| 李英   | 沈督軍   | 軍閥                 |
| 賀賓   | 根舅父   | 周彩根舅父           |
| 馬笑儂 | 舅母     | 周彩根舅母           |
| 文秀   | 督軍夫人 | 沈督軍之妻           |
| 李芝安 | 村女     |                      |
| 張慧嫻 | 村女     |                      |
| 劉小慧 | 村女     |                      |

## 電影歌曲
| 歌名               | 作曲 | 填詞   |
| 〈河上風光〉       | 姚敏 | 李雋青 |
| 〈甜蜜的夢〉       |      |        |
| 〈好商量〉         | 姚敏 | 李雋青 |
| 〈百錯千差〉       |      |        |
| 〈小寶寶〉         |      |        |
| 〈現在樣樣好〉     |      |        |
| 〈我怎麼對得起他〉 |      |        |

## 花絮
- 當年華聯藥廠為慶祝電影《荷花》上映而出品「白荷油」，觀眾可憑票免費獲贈一瓶白荷油，或買一打白荷油送戲票一張[4]。

## 獎項
| 年份 | 頒獎典禮    | 獎項           | 名字   | 結果 |
| ---- | ----------- | -------------- | ------ | ---- |
| 1963 | 第2届金馬獎 | 最佳黑白攝影獎 | 何鹿影 | 獲獎 |

## 外部連結
- 香港影庫上《荷花》的資料（繁體中文）
- 豆瓣电影上《荷花》的資料 （简体中文）
- 时光网上《荷花》的資料（简体中文）
- 互联网电影数据库（IMDb）上《荷花》的资料（英文）